# Костюковский, Яков Аронович
Я́ков Аро́нович Костюко́вский (23 августа 1921, Золотоноша, Кременчугская губерния, Украинская ССР — 11 апреля 2011, Москва, Россия) — советский и российский писатель-сатирик, сценарист, поэт, драматург, журналист, военный корреспондент. Известен как один из авторов сценариев трёх знаменитых фильмов Леонида Гайдая — «Операция «Ы» и другие приключения Шурика», «Кавказская пленница, или новые приключения Шурика» и «Бриллиантовая рука».

## Биография
Родился 23 августа 1921 года в еврейской семье, в Золотоноше, но вскоре семья переехала в Харьков, где он пошёл в школу и где прошли детство и отрочество.
Отец — Арон Яковлевич Костюковский (1890—1966), бухгалтер, в Первую мировую войну воевал, был награждён Георгиевским крестом. Мать — Софья Гилевна Костюковская (урождённая Слепакова, 1890—1960). Дед со стороны матери, Гиля Шлёмович Слепаков, владел в Золотоноше мельницей.
Писать сатирические стихи и эпиграммы начал в школе, посещал литературную студию при Харьковском Дворце пионеров, которой руководил прозаик Н. П. Трублаини. Учился на литературном факультете ИФЛИ (1939—1941), где познакомился с будущей женой.
В 1940 году служил в армии на новоприсоединённых территориях Западной Украины. Печатался в газетах и журналах, в 1941 году дебютировал фельетоном в «Огоньке» и после этого переключился главным образом на сатиру. Близко дружил с сокурсниками Семёном Гудзенко и Давидом Самойловым.
С началом Великой Отечественной войны начал работать в «Комсомолке» и одновременно ответственным секретарём военно-молодежного журнала «Смена», затем — во фронтовом отделе «Комсомольской правды». Будучи призван в армию, служил ответственным секретарём дивизионной газеты «За Отечество!», затем в газете Московского военного округа «Красный воин». После демобилизации вернулся в «Комсомольскую правду», где заведовал отделом культуры и был ответственным секретарём, ввёл в этой газете раздел сатиры и юмора «Удивительно, но факт».
С 1945 года публиковал в журналах «Крокодил» и «Перец» сатирические рассказы и фельетоны.
С 1947 года, оставаясь в газете, занимался практически только литературной работой. Вместе с Эмилем Кротким выступал с устными альманахами «Смех — дело серьезное». В разгар кампании по борьбе с коспомолитизмом был уволен из «Комсомольской правды» и занялся литературным трудом.
С 1948 года совместно с Владленом Бахновым писал фельетоны, сатирические стихи, пьесы, сценарии, репризы для артистов эстрады и цирка. В декабре 1952 года был принят в Союз писателей СССР.
С 1963 года работал в соавторстве с Морисом Слободским. Издал несколько книг. Вместе с ним написал сценарий оперетты «Два дня весны» по произведениям И. О. Дунаевского (музыкальная редакция Евгения Рохлина). Совместно с М. Слободским и Л. Гайдаем написал сценарии трёх самых знаменитых комедий последнего — «Операция «Ы» и другие приключения Шурика», «Кавказская пленница» и «Бриллиантовая рука».
Автор книги сатирических стихов «Мужской разговор» (1965), сборника комедийных киносценариев «Жить хорошо. А хорошо жить — ещё лучше» (1998).
8 апреля 2011 года был доставлен в московскую Боткинскую больницу в тяжёлом состоянии. 11 апреля скончался от инфаркта миокарда.
Похоронен на Введенском кладбище (3 уч.).

## Семья
- Жена — Эсфирь Григорьевна Сухарь (1920—1999), выпускница исторического факультета ИФЛИ.
- Дочь — Инна Костюковская, библиограф.
- Двоюродный племянник — Семён Слепаков.

## Политические взгляды
В 1993 году подписал «Письмо 42-х». В 2010 году поддержал обращение против плакатов со Сталиным в Москве.

## Сценарии

### Фильмы
- 1962 — Ехали мы, ехали…
- 1963 — Штрафной удар
- 1965 — Операция «Ы» и другие приключения Шурика
- 1966 — Кавказская пленница, или Новые приключения Шурика
- 1968 — Бриллиантовая рука
- 1972 — Нервы… Нервы…
- 1973 — Неисправимый лгун
- 1974 — Ни пуха, ни пера!
- 1975 — Соло для слона с оркестром
- 1980 — Комедия давно минувших дней
- 1986 — Хорошо сидим!

### Мультфильмы
- 1967 — Машинка времени
- 1973 — Новые большие неприятности
- 1974 — С бору по сосенке
- 1976 — Слушается дело о... Не очень комическая опера

## Признание и награды
- Орден Почёта (27 апреля 2002 года) — за многолетнюю плодотворную деятельность в области культуры и искусства, большой вклад в укрепление дружбы и сотрудничества между народами[8]
- Медаль «За оборону Москвы»
- Медаль «За победу над Германией в Великой Отечественной войне 1941—1945 гг.»
- Премия «Венец» (за заслуги в литературе, общественную работу по воспитанию молодёжи и пропаганду художественной литературы) (2005)
- Орден «Миротворец» 1-й степени (2007)